# Myzornis
Myzornis is een monotypisch geslacht van zangvogels uit de familie Paradoxornithidae (diksnavelmezen). De enige soort:
- Myzornis pyrrhoura  – Vuurstaartje